# Unidade semi-intensiva
A Unidade Semi-Intensiva é destinada a pacientes que exigem cuidados intensos, geralmente em função de uma maior dependência, mas que não necessitam de monitoramento permanente. 
A qualificação e o treinamento das equipes de enfermagem, fisioterapia e nutrição levam em conta as necessidades específicas desses pacientes. O trabalho dos profissionais inclui, além de uma assistência especializada, o preparo dos pacientes para o momento da alta hospitalar e para a retomada das atividades cotidianas. 

## Critérios para admissão
- Pacientes provenientes das UTI’s que ainda necessitem de monitorização e/ou cuidados intensivos;
- Pacientes com necessidade de cuidados e vigilância de equipes médica, de enfermagem e fisioterapia, e/ou monitorização de dados vitais em intervalos inferiores a de 4/4h, sem sinais de disfunção orgânica;
- Pacientes com indicação de reposição hidro-eletrolítica complexa (valores acima da reposição basal ) e necessidade de monitorização;
- Pacientes em pós-operatório, em ventilação espontânea e com estabilidade hemodinâmica, que tenham necessidade de vigilância e/ou monitorização;
- Paciente com quadros neurológicos agudos, em ventilação espontânea, estabilidade hemodinâmica e após avaliação e liberação das equipes de neurologia (clínica e/ou cirúrgica);
- Paciente nefropatas crônicos ou agudizados, sem urgência dialítica, estáveis hemodinamicamente, em condições de hemodiálise na unidade de diálise da nefrologia;
- Pacientes com necessidade de ventilação não-invasiva;
- Paciente em uso de drogas vasoativas (no máximo uma), em dose fixa ou decrescente, com finalidade de manutenção ou redução dos níveis pressóricos;
- Pacientes em tratamento de arritmias sem repercussão hemodinâmica;
- Pacientes com indicação de adoção de cuidados paliativos por doença terminal.[2]